# Emil Danielsson (skidåkare)
Emil Danielsson, född 12 maj 2001, är en svensk längdskidåkare tävlande för Högbo GIF och svenska längdlandslaget.
Emil Danielsson debuterade i världscupen säsongen 2022/23. I världscupen har han tagit tre topp-10 placering, alla i sprint. Hans hittills (februari 2025) bästa placering är en åttonde plats som kom i mars 2024.